# Guanidinoessigsäure
Guanidinoessigsäure (Guanidinoacetat, oder englisch guanidinoacetic acid, GAA) wird im Organismus von Wirbeltieren aus Glycin durch Guanylierung (Übertragung einer Guanidin-Gruppe aus Arginin) gebildet und durch anschließende Methylierung in Kreatin umgewandelt. Sie ist selbst keine Aminosäure, spielt aber ebenfalls eine Rolle im Metabolismus der kanonischen Aminosäuren Serin, Threonin und Prolin. 
GAA wird als Futtermittelzusatzstoff bei der Geflügel- und Schweinemast eingesetzt.

## Darstellung

### Biochemische Synthese
Die Bildung von Guanidinoacetat im Säugetierorganismus erfolgt primär in den Nieren durch Übertragung der Guanidin-Gruppe des L-Arginins durch das Enzym L-Arg:Gly-Amidinotransferase (AGAT) auf die Aminosäure Glycin. Aus L-Arg entsteht so Ornithin, das im Harnstoffzyklus durch Carbamoylierung zum Citrullin verstoffwechselt wird.
In einem weiteren Schritt wird GAA – bei Säugetieren in der Leber – mit S-Adenosylmethionin durch das Enzym Guanidinoacetat-N-Methyltransferase (GAMT) zu Kreatin methyliert. Das Kreatin wird in den Blutkreislauf abgegeben.

### Chemische Synthese
Guanidinoessigsäure wurde erstmals 1861 von M. Strecker durch Reaktion von Cyanamid mit Glycin in wässriger Lösung hergestellt:
Mit S-Methylisothioharnstoff bzw. mit O-Alkylisoharnstoffen als Guanylierungsmittel kann Glycin ebenfalls zu GAA umgesetzt werden.
Neuere Patentliteratur beschreibt die Synthese von GAA durch katalytische Oxidation von Ethanolamin zu Glycin und anschließende Reaktion mit Cyanamid in wässriger Lösung mit hoher Ausbeute analog zur Synthese von Kreatin ausgehend von N-Methylaminoethanol über Sarcosin
Diese Route unterdrückt die Bildung des toxikologisch bedenklichen Dihydrotriazins und anderer unerwünschter Nebenprodukte wie Iminodiessigsäure.

## Eigenschaften
Guanidinoessigsäure fällt als weißes (bis gelbliches) feines Pulver an, das zur Verbesserung der Handhabung, Dosierung und Aufnahme mit Stärke zu Aggregaten mit einem mittleren Durchmesser von 200–400 µm granuliert wird. Das Granulat ist eine langzeitstabile Lagerform für GAA. Die Beständigkeit von Guanidinoacetat in saurer wässriger Lösung ist wesentlich höher als die des Kreatins, das unter Säurekatalyse zum Kreatinin cyclisiert.

## Verwendung
Guanidinoessigsäure ist ein von der Europäischen Kommission für Masthühner, Absetzferkel und Mastschweine zugelassenes, nutritives Futtermitteladditiv, das bereits in niedriger Dosierung (600 g/to Futtermittel) bei „vegetarischer Diät“, d. h. ohne Zufütterung von tierischem Protein, zu höherer Futterverwertung, Gewichtszunahme und verbessertem Muskelfleischansatz führen soll.
Vorteile einer GAA-Supplementation bei anderen Zucht-, Mast- und Haustieren, sowie analog zum GAA-Metaboliten Kreatin bei Hochleistungssportlern können noch nicht abschließend beurteilt werden. Die gleichzeitige Gabe von methylgruppenliefernden Substanzen, wie z. B. Betain erscheint wegen der Gefahr der Bildung von Homocystein bei alleiniger GAA-Verabreichung angezeigt.